# Gu Jiaming
Gu Jiaming (en chino: 辜家明; Jingzhou, 28 de mayo de 1964) es una deportista china que compitió en bádminton. Ganó una medalla de bronce en el Campeonato Mundial de Bádminton de 1987, en la prueba individual.

## Palmarés internacional
| Campeonato Mundial | Campeonato Mundial | Campeonato Mundial | Campeonato Mundial |
| Año                | Lugar              | Medalla            | Prueba             |
| ------------------ | ------------------ | ------------------ | ------------------ |
| 1987               | Pekín (China)      | Medalla de bronce  | Individual         |